# Pulai (Fluss)
Der Pulai (malaiisch Sungai Pulai) ist ein kleiner Fluss am Südwestende der malaiischen Halbinsel im Bundesstaat Johor.

## Verlauf
Der Fluss hat eine Länge von ca. 22 km. Er entspringt nahe der Stadt Pekan Nenas, südlich des Berges Gunung Pulai. Er ist sehr stark verzweigt und bildet die Grenze zwischen den beiden Distrikten Pontian und Johor Bahru. Der größte Teil des Flussbetts verläuft durch Mangrovenwald. An der Mündung hat er eine Breite von 2,8 km. Am Ostufer des Deltas liegt der Hafen Tanjung Pelepas.

## Artenschutz
In der Mündung liegt das größte Seegrasfeld Malaysias, das bis zur Insel Pulau Merambong reicht.
In letzter Zeit erscheint der Fluss vor allem wegen der Umweltinitiative „SOS“ (Save Our Seahorses), deren Leittier das Gepunktete Seepferd (Hippocampus kuda) ist, in den Medien.

## Bilder

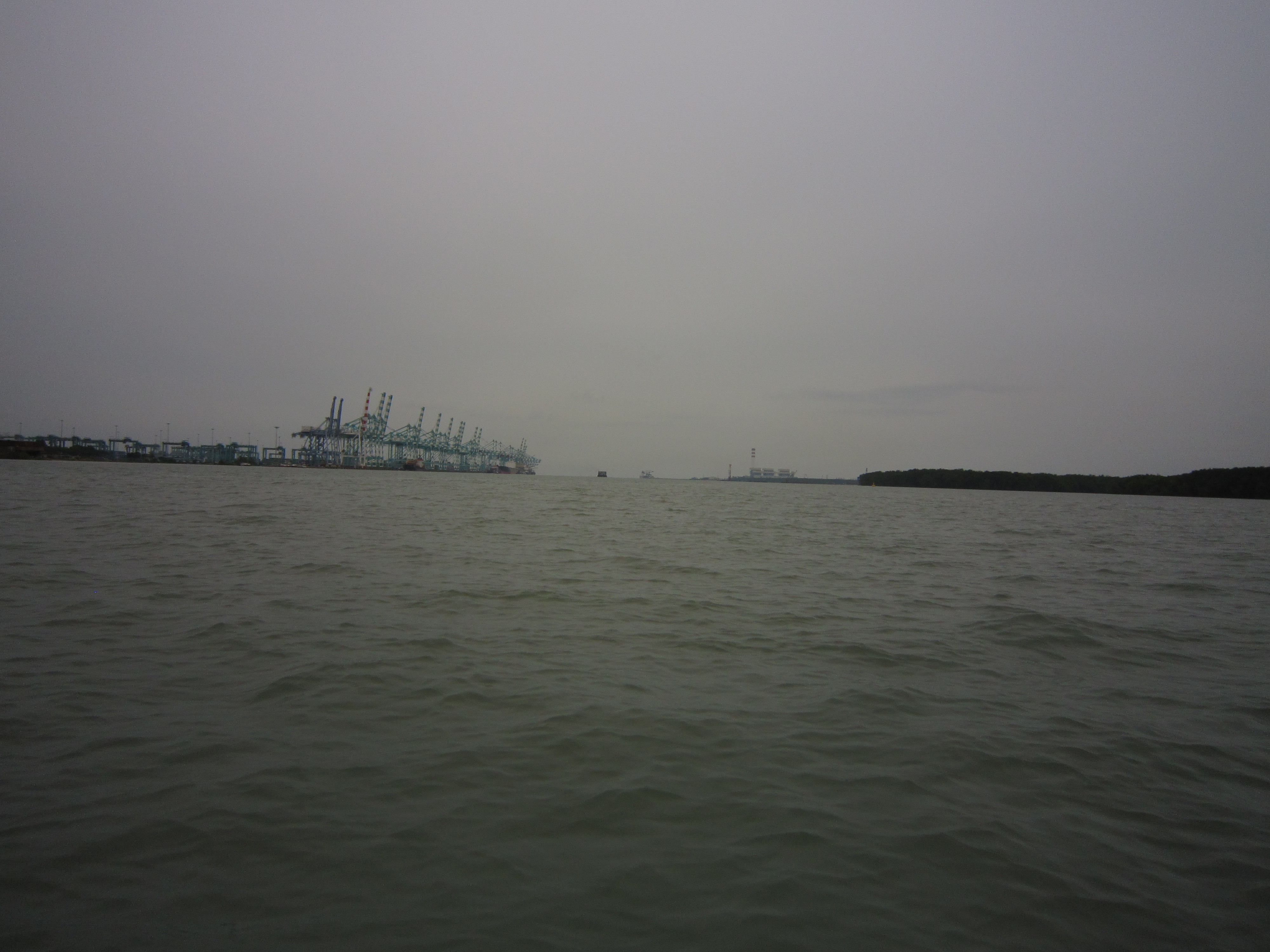
Mündung des Pulai mit dem Hafen links und dem Kraftwerk rechts der Mündung
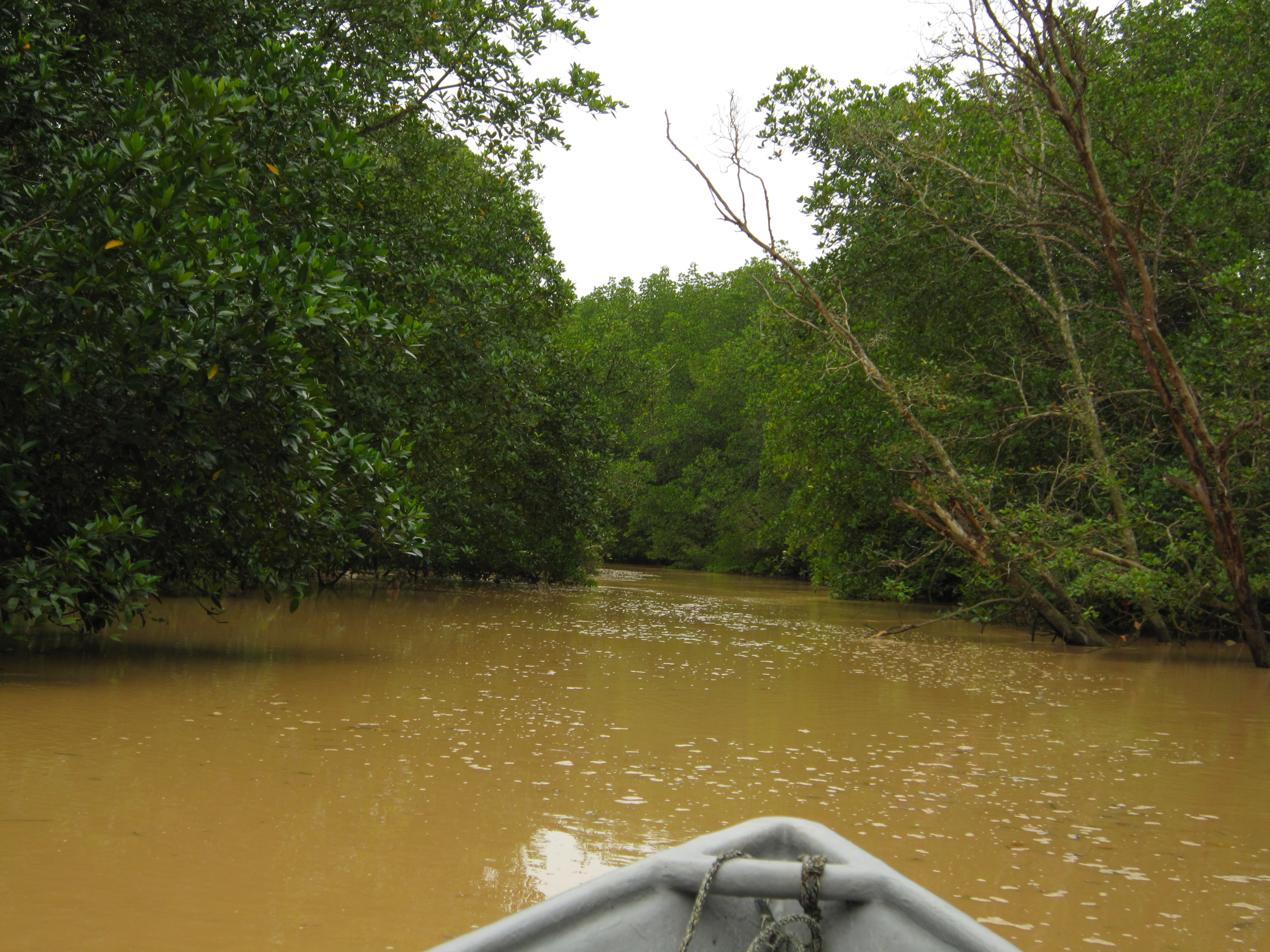
Der Pulai in seinem Oberlauf
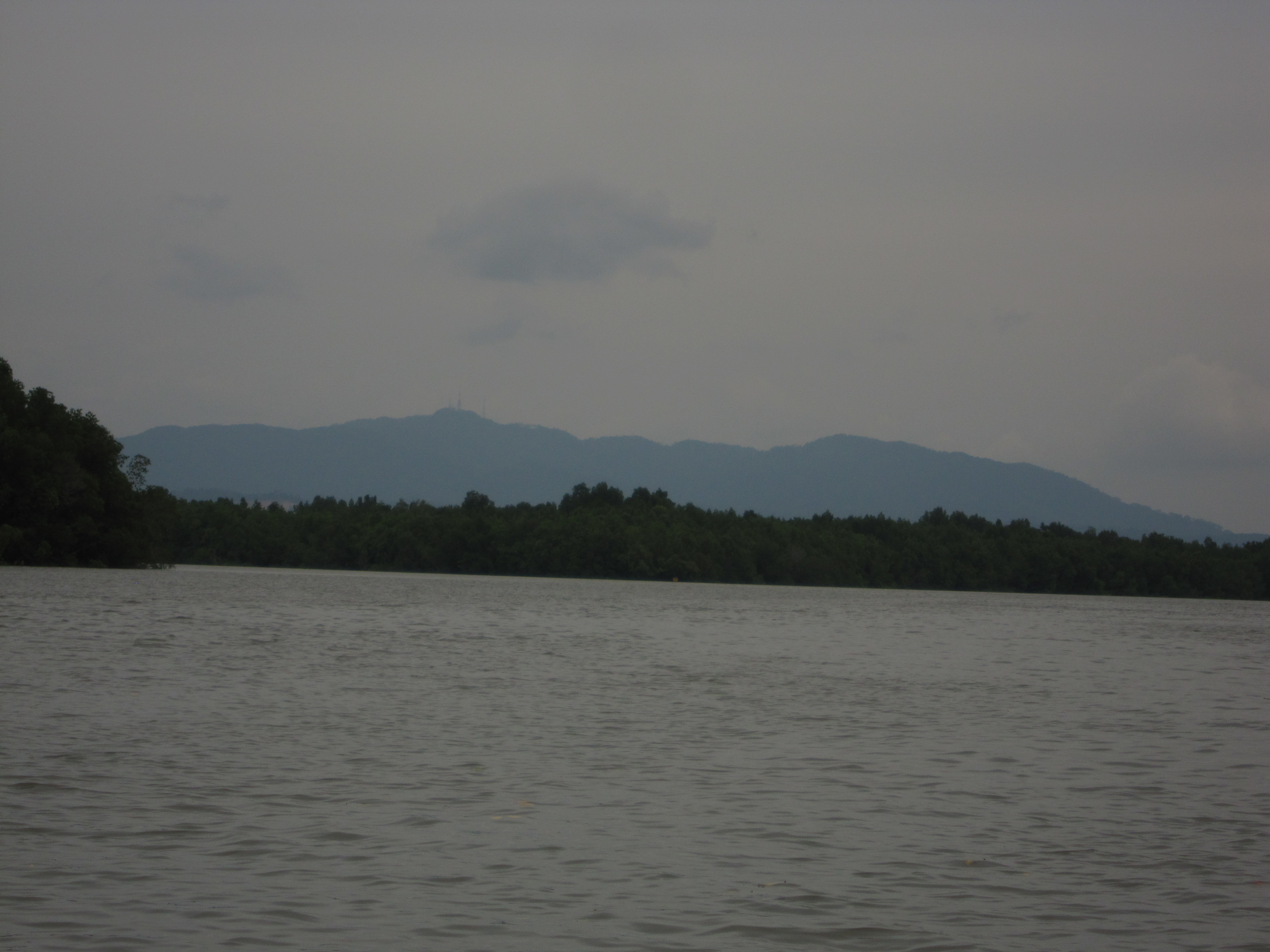
Gunung Pulai vom Fluss aus
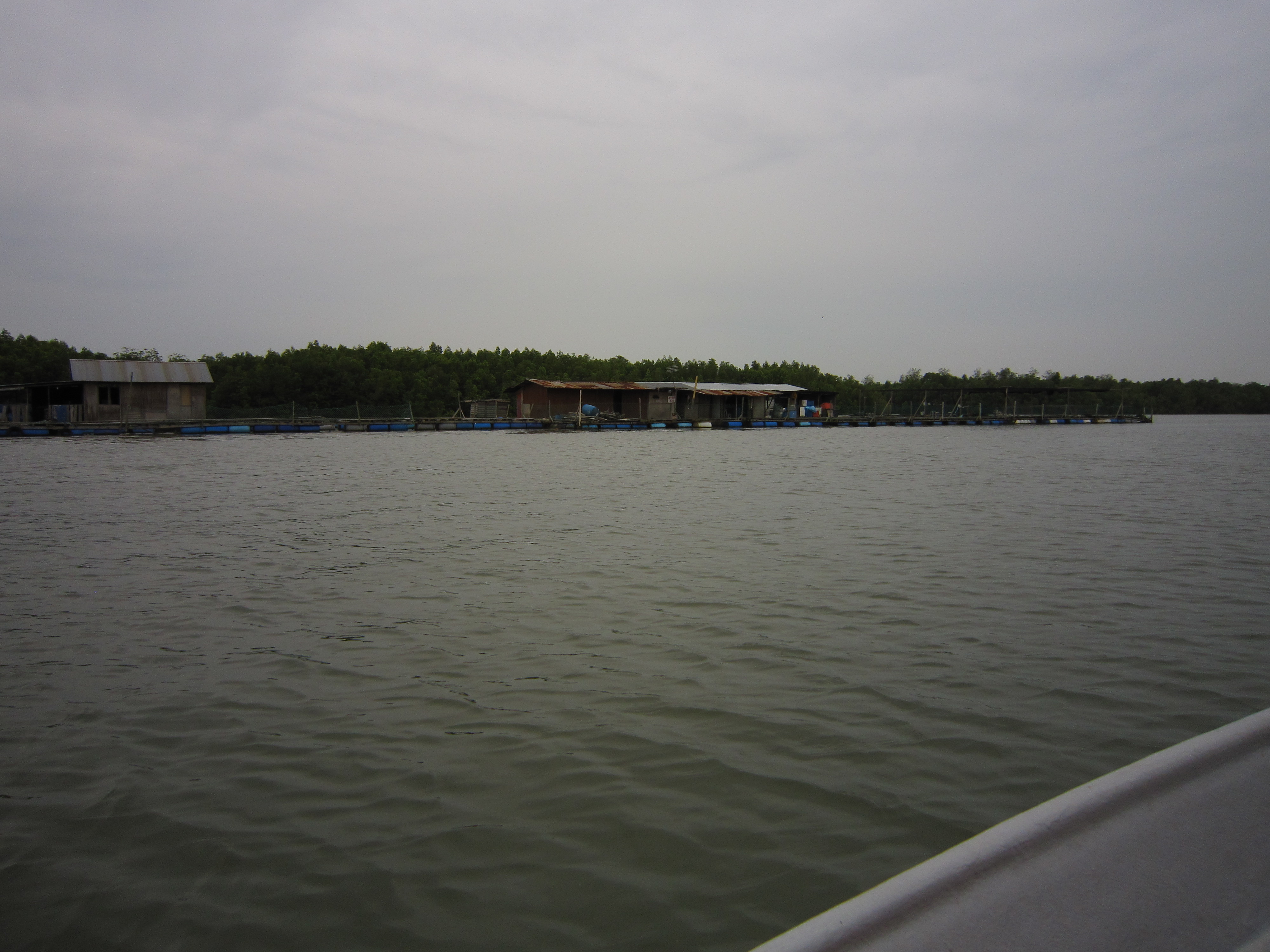
Fischfarm auf dem Fluss